# Кананеа (родовище)
Кананеа (англ. Cananea) — велике родовище і копальня мідних руд мідно-порфірового типу в Мексиці. Розробляється з 1899 року. У 1971 р виявлено ряд нових покладів.

## Характеристика
Зруденіння (9,6х4 км) приурочене до дрібних інтрузивів кварцових граніт-порфірів палеоценового періоду. Головні мінерали первинних сульфідних руд: халькопірит, борніт, ковелін, халькозин, пірит, молібденіт; другорядні — сфалерит і галеніт. Загальні запаси руди 1,5 млрд т, достовірні — 800 млн т (6 млн т міді при середньому вмісті 0,7% і бортовому 0,4%).

## Технологія розробки
Родовище розробляється двома спареними кар'єрами. Система розробки — транспортна. Руда із вмістом 0,3% міді складується для переробки вилуговуванням. Некондиційні руди збагачуються електрохімічним способом. Крім того, застосовується підземне вилуговування.